# Arbuckle Mountains
Die Arbuckle Mountains sind ein Gebirge im zentralen bis südlichen Oklahoma in den Vereinigten Staaten. Es liegt in den Countys Murray, Carter, Pontotoc und Johnston. Die Granit- und Gneisfelsen der Arbuckle Mountains stammen aus dem Präkambrium vor rund 1,4 Milliarden Jahren und wurden während der kambrischen Periode von Rhyolithen überschichtet. Die höchste Erhebung liegt bei bis zu 450 m über dem Meeresspiegel. Nach dem U.S. Geological Survey (USGS) enthalten die Arbuckle Mountains die reichsten Mineral- und Sedimentvorkommen Oklahomas: Kalk- und Oil-Creek-Sandstein, Dolomit, Glassand, Granit, Gneis, Sand und Kies, Woodford-Schiefer, Zement, Eisenerz, Blei, Zink, Ölsand, Erdöl und Erdgas. Alle diese Mineralien und Sedimente werden oder wurden auch kommerziell abgebaut.

## Lage
Die Ost-West-Ausdehnung der Arbuckle Mountains beträgt ungefähr 57 km bei einer Nord-Süd-Ausdehnung von bis zu 35 km, damit erreichen sie eine Fläche von etwa 1.124 km². Der größte Teil liegt zwischen dem nördlichen Carter County und dem südlichen Murray County, etwa 24 km nördlich von Ardmore und 8 km südlich von Davis. Die Ostflanke des Gebirgskamms liegt etwa 8 km südlich von Sulphur.

## Geologie

### Geologische Struktur
Geologisch sind die Arbuckle Mountains von länglich antiklinaler Struktur mit einer Streichrichtung von Ostsüdost nach Westnordwest. Ihr Kern besteht aus extrusivem und intrusivem Felsgestein aus Colbert-Rhyolith-Porphyr und Tishomingo-Granit, das auf ein Alter von 1,374 Milliarden Jahren (Proterozoikum) datiert und von beinahe vertikal ausgerichtetem Kalk- und Sandstein des frühen Paläozoikums beschichtet und flankiert wurde. Die während des Pennsylvaniums und Perms abgelagerten Konglomerate bildeten orogenische Brüche und erhoben und verformten die älteren Bänke.
Die sich nach Westen ausdehnende Struktur der Arbuckle Mountains und der parallel verlaufenden Wichita Mountains liegt fast rechtwinklig zur tektonischen Ausdehnung der mittelpaläozoischen Struktur der Ouachita Mountains südlich des Marathon Uplifts. Es wird angenommen, dass die Arbuckle Mountains durch einen unvollständigen Grabenbruch oder Aulakogen im Präkambrium entstanden sind und während der Orogenese der Ouachita Mountains angehoben und gefaltet wurden.

### Hydrologie und Karsttopographie

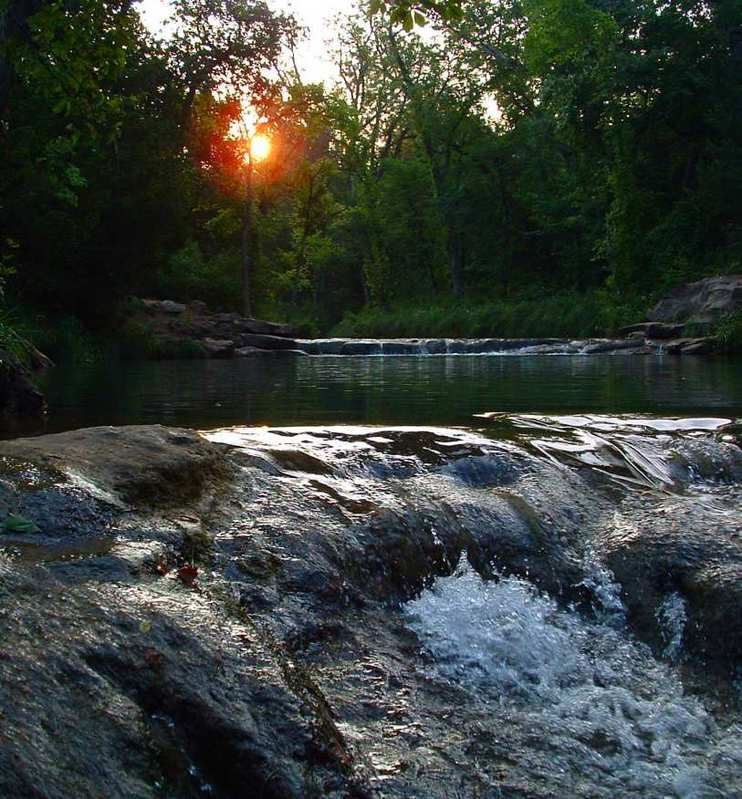
Travertine Falls in der
Chickasaw National Recreation Area

Unter den Arbuckle Mountains liegt die Arbuckle-Simpson-Grundwasserleiter, die als Süßwasserquelle des Blue Rivers und Honey Creeks dient, die südlich von Davis über die Turner Falls fließen. Der Washita River hat einen engen, teilweise bis gut 100 m tiefen Canyon mitten durchs Gebirge ausgewaschen.
Aufgrund der vorherrschenden Karsttopographie ist stehendes Wasser auf den Arbuckle Mountains kaum zu finden. Das Wasser sickert durch Risse und Brüche im Kalkstein und formt ein Netzwerk von Höhlen und Kanälen hindurch. Organisationen wie die Arbuckle Karst Conservancy und Arbuckle Mountains Grotto der National Speleological Society untersuchen die Karsterscheinungen aktiv und setzen sich für die Erhaltung der biologischen Ökosysteme und des Grundwassers ein. Sie pflegen derzeit Datenbanken von mehr als 1000 Höhlen und Süßwasserquellen in den Arbuckle Mountains. Heute erodieren die Arbuckle Mountains nach und nach. Die höchste Erhebung, die noch namenlos ist, liegt heute bei 100 bis 150 m über dem umliegenden Gelände bzw. 400 bis 450 m über dem Meeresspiegel.

## Klimatologie und Vegetation
Die jährlichen Niederschlagsmengen in den Arbuckle Mountains nehmen von Ost (104 cm/a) nach West (91 cm/a) ab. Die durchschnittlichen Temperaturen variieren von Januar mit 5 °C bis Juli mit knapp 28 °C. Die jährliche Dauer der Vegetationsperiode liegt zwischen 215 und 225 Tagen. Frost kann zwischen spätem März und frühem November auftreten.
Waldzonen der Berglandschaft bestehen hauptsächlich aus Laubbäumen wie Zucker-Ahorn (Acer saccharum), Großfrüchtige Eiche (Quercus macrocarpa) und weiteren immergrünen Eichen.

## Geschichte
Zwischen den Appalachen und Rocky Mountains gelten die Arbuckle Mountains als ältestes Gebirge der Vereinigten Staaten. Es enthält einen mindestens 1,4 Milliarden Jahre alten (Präkambrium) Kern aus Granit und Gneis, der etwa 460 m dick mit über 525 Millionen Jahre altem (Kambrium) Rhyolith beschichtet ist. Darüber hat sich eine 4.600 m dicke Schicht von Kalkstein, Dolomit, Sandstein und Schiefer aus seichten Meeren aus der Zeit von vor 515 bis 290 Millionen Jahren (Furongium bis Pennsylvanium) abgelagert.
Das Gebirge wurde nach General Matthew Arbuckle jun. (1778–1851) aus Virginia benannt, der die letzten 30 Jahre seines Lebens im Indianer-Territorium gedient hatte. Kurz vor seinem Tode durch die Cholera ließ er von seinen Truppen einen Außenposten am Wildhorse Creek im heutigen Garvin County errichten. Ihm zu Ehren wurde er Fort Arbuckle genannt. Der Name wurde kurz darauf auf den nahe gelegenen Gebirgszug übertragen, die Arbuckle Mountains.
Laut Oklahoma Forestry Service brach nach langer Trockenheit am 16. August 2016 südlich des Turner Falls Parks ein etwa 13,4 km² großer Waldbrand aus, das sogenannte Honey Creek Fire. Das Löschaufgebot bestand aus vielen örtlich ansässigen Feuerwehren und zwei Helikoptern der Oklahoma National Guard. Der gesamte, vom Feuer bedrohte Turner Falls Park musste noch am 16. August evakuiert werden.

## Wirtschaftliche Nutzung
Die Arbuckle Mountains gehören zu den wichtigsten Abbaugebieten von Kalkstein, Dolomit und Glassand Oklahomas. Der größte Aufschlussbereich liegt im Nordosten des Johnston Countys. Früher wurde auch Eisenerz abgebaut. Kalksteinfelsen und die Robustheit der Berge machen die Arbuckle Mountains zu einem schlechten Landwirtschaftsstandort, trotzdem hatten es die ersten Siedler der Region mit Ackerbau und Viehzucht versucht. Heute gibt es dort Viehweiden unterschiedlichster Größen.

## Tourismus
Zu den beliebten Naherholungsgebieten der Arbuckle Mountains zählen der Turner Falls Park als einer der ältesten Parks Oklahomas, die Chickasaw National Recreation Area nahe Sulphur und südlich davon der Lake of the Arbuckles, der mit normal 950 ha Wasseroberfläche größte See in der Gebirgsregion. Er bietet Schwimmern, Bootsfahrern und Anglern Erholung. Die etwa 23,5 m hohen Turner Falls befinden sich 8 km südlich von Davis.
In der Umgebung liegen mehrere Campingplätze, einschließlich des YMCA Camp Classen und des Falls Creek Baptist Conference Center der Baptist General Convention of Oklahoma, die jeden Sommer um die 55.000 Camper beherbergen.